# Nelipić család
A Nelipić, (más néven Nelipac, Nelipčić) család a Snačić (Svačić) nemzetségből származó horvát nemesi család, amely a Cetinai zsupánság területén rendelkezett birtokokkal. A történeti forrásokban a 13. század közepétől jelenik meg. Többen a családot Domaldo cetinai gróf (1200-1243) leszármazottjának tartották. Hatalmuk központja a Krka és a Cetina folyók közötti területen (Knin, Sinj, Ključ, Necsven várai) volt. A Nelipićek örökségeként említik a Krka-parti Kamicsác várát is. A család Šubić II. Mladin bán bukása (1322) utáni időszaktól az 1430-as évekig a Horvát Királyság leghatalmasabb nemesi családjaihoz tartozott.

## Története
A család legkorábbi ismert tagja I. Nelipac volt, akit 1244-ben említenek a források a Trau és Spalato városok közötti kétéves háborút lezáró békekötéskor, amelyben Nelipac Trau szövetségeseként vett részt. Fia I. Isan IV. Béla királytól megkapta Drežnik zsupánságot, amelyet később a Babonićok elvettek tőlük. 
A család felemelkedése a 14. században kezdődött, amikor Isan unokája II. Nelipac (?-1344) lett a család feje, aki kezdetben elismerte a bribiri Šubićok tekintélyét, akik grófi címet adományoztak neki. Šubić II. Mladen udvarában előkelő pozíciót töltött be, de aztán csatlakozott a horvát nemesek csoportjához, akik Károly Róbert seregének támogatásával legyőzték 1322-ben II. Mladent, megtörve ezzel a Šubićok hatalmát. Amikor ugyanebben az évben a horvát nemesség egy része, élükön a bribiriekkel ellenezte a királynak a horvátországi központi hatalom megszilárdítására irányuló törekvéseit, majd kiűzte Kninből a királyi helyőrséget, II. Nelipac elérkezettnek látta az alkalmat, és átvette a hatalmat Knin felett, amely aztán a székhelye lett.
Mivel az új knini gróf hatalmának megerősödése egyaránt veszélyeztette a bribiri grófok és a horvát-magyar király érdekeit, II. Nelipac hamarosan támadásaikkal találta szemben magát. Bribiri II. György és Mikcs szlavón bán ellene indított hadjáratai azonban (1324-ben és 1326-ban) II. Nelipac győzelmével értek véget, aki ezzel Horvátország leghatalmasabb nemesévé vált. Története során a Nelipić család két ágra szakadt. Az egyik család őse maga II. Nelipac, a másiké pedig testvére, Isan volt. Amikor II. Nelipac 1344-ben meghalt, Lajos király a horvátországi királyi hatalom helyreállításáról döntött. Bánffy Miklós horvát bán parancsnoksága alatt azonnal sereget küldött Kninbe, ahol II. Nelipac özvegye, a Kurjaković családból származó Vladislava és kiskorú fiuk, Iván tartózkodott. Vladislava, aki túl gyenge volt ahhoz, hogy ellenálljon a királyi seregnek, rövid ellenállás után úgy döntött, hogy kibékül a királlyal, akinek Knin mellett visszaadta Počitelj, Srb, Ostrogot és Unac várait. Cserébe a király megbocsátotta Vladislavának és Ivánnak korábbi hűtlenségét, megerősítve Ivánt és utódait Sinj (amely a Nelipićek új székhelye lett), Brecsevo és Kamicsác várának birtokában.
Nelipić Iván ettől fogva haláláig a király hűségén maradt. A Velencei Köztársaság elleni háborúban nyújtott segítség jutalmaként a király nem sokkal a zárai béke megkötése (1358) után kinevezte Sana és Vrbas grófjává, majd 1372-ben néhány váráért cserébe neki adományozta a Neretva menti Novit és Imotskit Halomföldével együtt. Iván fia, Ivaniš (?-1434), aki már gyermekkorában követte apját a család élén, tovább növelte Nelipićek hatalmát és kibővítette birtokaikat. Többször választották Sebenico, Trau és Spalato grófjává, uralma alá rendelték Klisszát és Omišt, végül önkényesen „dalmát és horvát bánnak” nevezte magát (ahogy az 1416 és 1434 között kiadott okirataiban látható). Házassága révén Ivaniš kapcsolatba került az akkor leghatalmasabb boszniai nemessel, Hervojával, akihez nővére, Jelena ment feleségül (és aki Hervoja 1416-os halála után Ostoja István bosnyák király felesége lett). A 14. század végén beavatkozott a trónharcokba is, ahol kezdetben nápolyi László, és Hervojával együtt évekig László pártjának egyik támasza volt. Később, 1406-ban azonban Luxemburgi Zsigmond pártjára állt, mivel Frangepán IV. Miklós vegliai gróffal kötött szövetséget, mellyel mindkét fél vállalta a király támogatását. 
Mivel nem volt fiági leszármazottja, hogy halála után a család birtokai ne a királyi koronához kerüljenek, Ivaniš 1411-ben fiává fogadta Frangepán Miklós fiát, VI. Ivánt, akit idősebb lányával, Katalinnal jegyzett el, akinek megparancsolta, hogy vigye hozományul a családi birtokokat. Zsigmond király, aki akkoriban a velenceiek elleni küzdelemmel volt elfoglalva, megerősítette Ivaniš döntését (1412), de halála után Frangepán, aki akkor már horvát-dalmát bán volt (1434 és 1436 között) követelte, hogy felesége engedje át neki teljes örökségét, vagyis a Nelipić családi birtokokat. Zsigmond azonban nem volt hajlandó lemondani arról a jogáról, hogy egy család utolsó férfitagjának halála után a birtokokkal a király rendelkezik. Mivel Frangepán Iván gróf ezzel ellenkezett, elbocsátotta báni tisztségéből, és 1436-ban ellene küldte az újonnan kinevezett horvát-dalmát bán Tallóci Matkó seregét.  Az ezt követően a Nelipčić örökségéért vívott küzdelemben Frangepán Iván életét vesztette, és a hagyaték nagy része végül, 1437-ben Zsigmond támogatóié, a Tallóczi testvéreké lett.
Nelipić Isan ága kevésbé volt tekintélyes és hatalmas, mint Nelipac ága. Székhelye kezdetben a Ključ várában volt, amelyet ezen ág tagjai velencei nyomásra a 14. században felhagytak és Necsvenbe költöztek. 1335/36-ban Isant fia, Konstantin követte, aki nagybátyjával, II. Nelipaccal együtt harcolt a velenceiek és a bribiri grófok ellen. Fia, III. Nelipac, skradini várnagy, Zsigmond király hűséges támogatója volt. Az ő kezdeményezésére és a spalatóiak kérésére 1388-ban Skradinban szövetséget kötöttek Zsigmond ellenségei (I. Tvrtko  bosnyák király és Palisnai János vránai prior) ellen. III. Nelipacot utoljára 1396 végén említik, amikor a trauiak vendégszeretettel fogadták. Vannak elméletek arról, hogy Nelipićeknek ez az ága a 15. században Szlavóniába költöztött, ahol Dobrakutya vára volt a székhelyük, és ahol a 16. század első negyedében nyomuk veszett, de ez a történetírás által általánosan nem elfogadott. Egyes történészek úgy vélik, hogy a szlavóniai Nelipićek a Hrvatin bosnyák törzsből származnak, és semmi közük Nelipić Isan ágához. 